# G.NA
G.NA, pseudonimo di Gina Jane Choi (in hangŭl 최지나; Edmonton, 13 settembre 1987), è una cantante canadese, attiva in Corea del Sud.

## Biografia e carriera
Nata in Alberta, ha lavorato col gruppo Five Girls, formato dalla Good Entertainment, fino al suo scioglimento avvenuto nel 2007. Nell'anno 2007 è passata come solista alla Cube Entertainment.
Nel 2010 ha duettato con Rain in un brano, mentre nel gennaio 2011 ha pubblicato il suo primo album in studio. Le sue hit più famose sono Black & White e 2Hot.

## Discografia

### Album studio
- 2011 - Black & White

### EP
- 2010 - Dram G's First Breath
- 2011 - Top Girl
- 2012 - Bloom
- 2012 - Oui (in inglese)
- 2013 - Beautiful Kisses